# 深川清司
深川 清司（ふかがわ きよし、1926年11月27日 - ）は、日本の経営者。東洋水産会長を務めた。

## 経歴
三重県出身。1948年に農林水産講習所（現・東京海洋大学）を卒業し、とある食品メーカーで魚肉ソーセージ等の製造を手掛けていたが、その品質の高さを評価した東洋水産のある役員にスカウトされ、1958年に東洋水産に入社。
1972年5月に取締役に就任し、同社研究部長として製品開発の指揮を執る。当時はフリルフラマイド（AF2）の使用禁止問題などに翻弄されつつも、1975年に発売した『マルちゃんのカップうどんきつね』（後のマルちゃん赤いきつねと緑のたぬき）がヒットするなど、東洋水産を即席麺のトップメーカーの一角を占めるまでに成長させた。1981年には、当時赤字が続いていた東洋水産の米国法人・Maruchan Inc.に派遣され、同社ジェネラルマネージャーとなる。Maruchan Inc.の再建は1年ほどで完了し、翌1982年3月に帰国した。
1981年6月に常務、1984年4月に専務。1991年6月に再び渡米して米国法人の社長となったが、米国での業務に専念するとして日本では非常勤取締役となった。1999年4月に、東洋水産の創業者・森和夫が取締役相談役に退くのに合わせ、同社会長に就任。2010年6月に取締役相談役に退き、2011年6月に相談役。